# Luluwa bint Abd al-Aziz Al Su’ud
Luluwa bint Abd al-Aziz Al Su’ud (ur. 1928, zm. 17 września 2008) – saudyjska księżniczka.
Była córką króla Abd al-Aziza ibn Su’uda i jednej z jego wielu żon, Hissy bint as-Sudajri. Rodzona siostra wpływowych dynastów należących do tzw. siódemki Sudajri (między innymi króla Fahda oraz następców tronu Sultana, Najifa i króla Salmana), matka Abd Allaha ibn Fajsala ibn Turkiego.